# إسفنج مهبلي

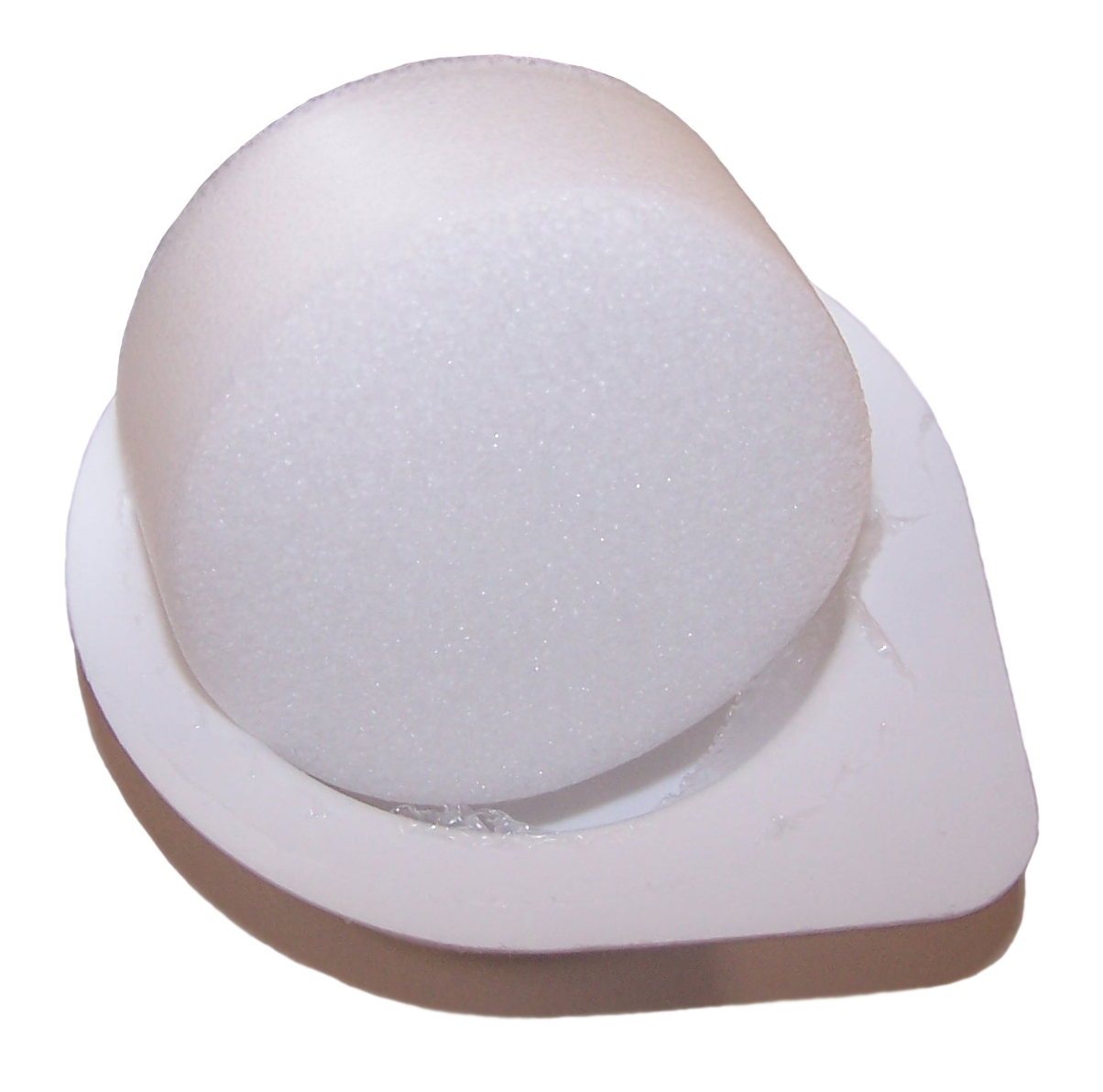
إسفنج مهبلي اسطواني الشكل في غلافه البلاستيكي

الإسفنج المهبلي هي إحدى وسائل تحديد النسل وتعمل الإسفنجة بطريقتين حيث يتم إدخالها داخل المهبل وبذلك تكون حاجز يمنع دخول الحيوانات المنوية كما تقوم بقتلها ومنعها من التحرك في نفس الوقت وذلك عبر مبيد النطاف الموجود داخلها. الإسفنج المهبلي لايوفر حماية من الأمراض المنقولة جنسيًا.

## فعاليتها
الشركة المصنعة للإسفنج نشرت تقارير تفيد أن نسبة حماية الإسفنج المهبلي 89%-91% عند استخدامها بشكل صحيح ومستمر حسب إرشادات الاستخدام. لكن دراسات أخرى قللت من فعاليتها حيث أكدت أنه عند الاستخدام المثالي فإن نسبة فعاليتها هي 74%.